# کلاشتر (ناحیه پلزن-جنوبی)
کلاشتر (به چکی: Klášter) یک منطقهٔ مسکونی در جمهوری چک است که در Plzeň-South District واقع شده‌است. کلاشتر ۸٫۶۵ کیلومتر مربع مساحت و ۱۷۳ نفر جمعیت دارد و ۴۲۸ متر بالاتر از سطح دریا واقع شده‌است.